# Episodi de L'ispettore Coliandro (prima stagione)
La prima stagione della serie televisiva L'ispettore Coliandro è stata trasmessa in prima visione in Italia da Rai Due dal 24 agosto al 5 settembre 2006.
| nº | Titolo italiano    | Prima TV Italia  |
| -- | ------------------ | ---------------- |
| 1  | Il giorno del lupo | 24 agosto 2006   |
| 2  | Vendetta cinese    | 29 agosto 2006   |
| 3  | In trappola        | 31 agosto 2006   |
| 4  | Magia nera         | 5 settembre 2006 |

## Il giorno del lupo
- Diretto da: Manetti Bros.
- Scritto da:[1] Carlo Lucarelli, Giampiero Rigosi e Umberto Contarello.

### Trama

Da sinistra: Nikita (Nicole Grimaudo) e Coliandro a passeggio sotto i portici bolognesi. La coppia di personaggi era già stata protagonista della serie letteraria creata da Carlo Lucarelli e dedicata al poliziotto.

Bologna, primi anni 2000. Un uomo dall'aspetto pittoresco, con i capelli biondo-ossigenati e in sovrappeso, sta "smanettando" con il suo computer nella sua stanza. È felice ed euforico perché una sua azione da hacker è andata a buon fine. In città, alcuni uomini dentro un'automobile, capitanati da un losco figuro con il pizzetto, vanno a sparare all'impazzata con i mitra contro delle persone davanti a un bar, e poi si allontanano a bordo dell'automobile stessa. L'hacker in sovrappeso, dopo essere andato in banca a prelevare i soldi ottenuti con la precedente azione, segue il telegiornale sulla televisione analogica, e apprende della notizia di quel terribile massacro. Spaventato e sbigottito, prende tutti i soldi e li inserisce in una busta di carta insieme ad un floppy disk, scrivendoci sopra l'indirizzo dell'abitazione del ragionier Maltoni.
Un ispettore di Polizia di circa venticinque/trent'anni, di cognome Coliandro, è stato estromesso dalla locale squadra mobile, per aver commesso un errore che inizialmente non viene rivelato. È stato retrocesso allo spaccio alimentare del commissariato, dove è presente anche il sovrintendente Gargiulo. Quest'ultimo si rivolge sempre a Coliandro dandogli del lei, ma è evidente che tra i due c'è un rapporto amichevole, visto che spesso parlano anche di questioni extralavorative. Purtroppo, anche allo spaccio alimentare Coliandro ha combinato un gran guaio. A causa della sua scarsa dimestichezza con i computer, ha effettuato per errore un'ordinazione non autorizzata: diecimila vasetti di yogurt ai mirtilli, ovviamente inutili per l'approvvigionamento di viveri che serve al commissariato. Coliandro si reca nell'ufficio di un suo collega, il vice ispettore Trombetti: i due si danno reciprocamente del tu e hanno un buon rapporto. Trombetti sta lavorando con il sostituto procuratore Malerba, universalmente considerato come un paladino dell'antimafia. Coliandro è entusiasta quando se lo trova davanti. Malerba gli chiede se si erano già visti in passato, e Coliandro gli risponde che avevano avuto modo di incontrarsi cinque anni prima, quando Malerba aveva partecipato al funerale del padre di Coliandro, anche lui poliziotto, ma purtroppo deceduto durante l'adempimento del suo dovere.
Simona Stanzani, una giovane di circa venticinque anni, lavora come pony express, è nota con lo pseudonimo di Nikita e sta effettuando una consegna con il suo motorino: a causa di una distrazione, perde il controllo del mezzo, cade e si ferisce lievemente ad un avambraccio. Tuttavia, con la caduta si è aperta accidentalmente la busta di carta che stava portando a consegnare. Nikita non crede ai suoi occhi: dentro quella busta c'è una quantità spropositata di denaro contante. Insospettendosi e temendo di essere suo malgrado coinvolta in qualche brutto affare, Nikita si reca in questura e va nell'ufficio dell'agente Trombetti perché, negli ambienti da lei frequentati, le è stato detto più volte che Trombetti è un poliziotto in gamba, che non abusa del suo potere e si comporta correttamente con tutti. Nell'ufficio di Trombetti però trova Coliandro, che si era intrattenuto lì anche per osservare una foto del sostituto procuratore Malerba scattata molti anni prima, in cui Malerba era chino e disperato nel tentativo di prestare soccorso ad un poliziotto che gli stava facendo da scorta e si era preso una scarica di proiettili al posto suo, salvandogli la vita e morendo poco dopo tra le sue braccia.
Nikita chiede se è possibile parlare con l'agente Trombetti. Coliandro inizialmente non vuole rivelare la sua identità, sia per non dover giustificare il motivo per cui si trovava in un ufficio non suo, e sia perché è colpito dall'aspetto estetico della ragazza. Nikita si accontenta di parlare con Coliandro, che dopo qualche insistenza ha dovuto dirle che Trombetti era uscito dalla questura. La giovane gli racconta cosa le è accaduto: lavorando come pony express, ha incontrato un cliente ad un incrocio stradale (la cui descrizione corrisponde all'uomo visto all'inizio dell'episodio), il quale le aveva consegnato questa busta di carta per il ragionier Maltoni. La busta le si è aperta a causa di quel piccolo incidente, e quindi aveva visto che nella busta c'erano 250 000 euro in contanti e un floppy disk. Coliandro le chiede di uscire da quell'ufficio e la porta allo spaccio, dove c'è anche Gargiulo. Coliandro vuole utilizzare il computer lavorativo di Gargiulo per vedere cosa c'è nel floppy disk. Nikita resta colpita negativamente dalla totale incompetenza informatica di Coliandro e dall'evidente dabbenaggine e sprovvedutezza di entrambi i poliziotti. Con una scusa, riprende il floppy e la busta contenente i soldi e scappa via.
Nel frattempo, gli spargimenti di sangue a Bologna non si fermano. L'uomo che ad inizio episodio era alla testa del commando degli assassini, questa volta diventa lui stesso il bersaglio di un attentato, all'interno di un locale di gastronomia: lui riesce a salvarsi ma alcuni innocenti lavoranti perdono incolpevolmente la propria vita, a causa di quella che è palesemente una guerra tra due diversi clan mafiosi. Nikita, non consapevole della gravità della situazione, si reca da sola davanti al cancello dell'abitazione del ragionier Maltoni, al quale era indirizzata quella busta che le sta causando tutti questi problemi. Vede uscire dal cancello alcuni loschi figuri, tra cui il principale killer. Nikita sta per avvicinarsi per chiedergli informazioni sul ragioniere, ma poi intravede una pistola nella giacca del killer, e allora cambia idea e aspetta che quegli uomini vadano via con la loro macchina. Nikita lancia la busta con i soldi aldilà del cancello, ma questa si apre una seconda volta a causa dell'impatto. Non potendo entrare, e non potendo lasciare lì in bella mostra tutti quei soldi visibili a chiunque passasse davanti a quel cancello, decide di telefonare nuovamente al commissariato, chiedendo di poter parlare con Coliandro. Quest'ultimo si reca subito da aiutarla, pur non avendo giuridicamente la facoltà di farlo, essendo stato escluso da qualsiasi azione sul campo e relegato a lavorare allo spaccio. Coliandro e Nikita si introducono, non contemporaneamente, nell'abitazione del ragioniere, ma devono entrambi stare attenti a due cani ferocissimi che si trovano nel perimetro della casa. Coliandro e Nikita notano che c'è un computer irrimediabilmente danneggiato da diversi colpi di pistola. Poi Nikita trova un altro computer che non era stato trovato da chi aveva voluto distruggere il primo. I cani riescono a entrare in casa e stanno per assalire entrambi i due malcapitati. Coliandro, per difendere sé stesso e la ragazza per cui prova un'evidente simpatia, tira fuori la sua pistola e spara contro i cani, senza riuscire a colpirli. Nikita urla e si gira verso un altro lato dell'abitazione, e il suo urlo, anziché cessare, diventa ancora più straziante: ha visto il cadavere del ragioniere.
- Protagonista femminile: Nicole Grimaudo (Nikita).
- Altri interpreti: Cesare Bocci (giudice Malerba), Raffaele Vannoli (Raffaele Germano), Giuseppe Gandini (Psycho), Costantino Carrozza (Onofrio Germano), Maurizio Comito e G-Max (scagnozzo), Nino Marazzita e Neffa.
- Guest star: Carlo Lucarelli (nel ruolo del portantino), Bambole di pezza
- Nota: in questo episodio non c'è il commissario De Zan, ma un altro commissario che fa una semplice comparsata. Sia De Zan che l'ispettore Borromini appaiono solamente dal secondo episodio in poi.

## Vendetta cinese
- Diretto da: Manetti Bros.
- Scritto da:[3] Carlo Lucarelli e Giampiero Rigosi

### Trama

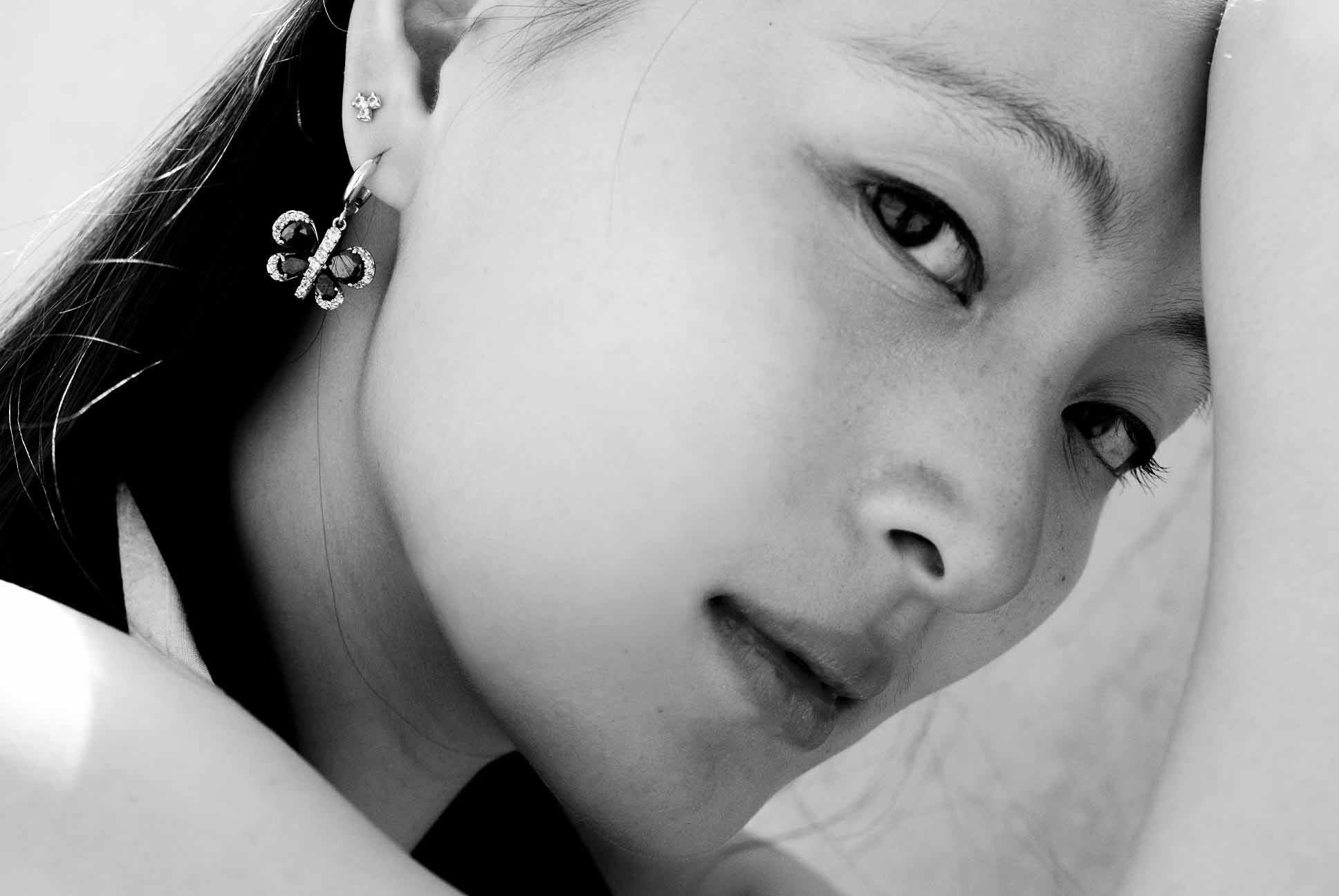
Jun Ichikawa (Lee)

Il ristorante cinese China Town è quasi vuoto. È in corso un unico pranzo: ci sono due cittadini italiani, Draghetti e il dottor Guizzardi, che stanno parlando con due cinesi, il primo senza nome con accanto un secondo di nome Lu Yang. Stanno assistendo al pranzo, senza però parteciparvi, la signora Lee, padrona del ristorante, e alcuni uomini armati. Il primo orientale chiede di limitarsi a gustare il pranzo e di non chiacchierare. Draghetti e Guizzardi, invece, parlano dell'opportunità di concludere un imprecisato affare. In particolare, Draghetti afferma che la sua azienda, la Marine Express, può garantire dei costi di trasporto ottimali per il tipo di commercio che dovrebbero effettuare. Quando Draghetti e Guizzardi affermano di aver trovato precedentemente un accordo con Lu Yang e quindi di non comprendere per quale motivo avessero cambiato idea, il primo orientale si inalbera e ribadisce agli italiani di essere fermo nel voler rifiutare questo affare. Chiede a Lu Yang il motivo per cui non ha agito secondo le sue disposizioni, e Lu Yang come risposta lo invita a calmarsi. Poi si rivolge di nuovo agli italiani per affermare di essere lui quello che comanda, ma, prima di poterlo dire, viene freddato inaspettatamente da Lu Yang, che gli spara a bruciapelo con la sua pistola, con un colpo in testa che ne provoca immediatamente la morte. Lu Yang dice ai due italiani che la loro proposta è stata accettata, e il pranzo prosegue come se niente fosse.
Poco dopo, un bambino cinese si trova in una clinica clandestina sotterranea, accompagnato da una dottoressa cinese che lo esorta a stare tranquillo, perché non gli succederà nulla di male. La dottoressa parla con un altro uomo cinese, che aveva assistito al predetto pranzo e all'omicidio del suo connazionale perpetrato da Lu Yang. Questo scagnozzo ha in mano un portachiavi. Lo scagnozzo si distrae un momento, e il bambino sottrae quel portachiavi. Poi il bimbo viene portato dalla dottoressa in una sala d'attesa, dove ci sono altri bimbi in pigiama come lui. Il bimbo riesce ad arrampicarsi su una scala che lo porta fuori dalla clinica. Proprio lì davanti, in quel momento, Draghetti ha acceso il motorino e si accinge a partire, ma riceve una telefonata e si sposta per qualche secondo. Il bimbo coglie l'occasione, si mette in sella al motorino e scappa via.
Coliandro è stato reintegrato nella squadra mobile, e si trova in macchina con Trombetti. Quest'ultimo gli rivanga il motivo per cui era stato precedentemente retrocesso allo spaccio alimentare: Coliandro, davanti ad una scuola, aveva arrestato un presunto spacciatore, che in realtà era un carabiniere sotto copertura. Coliandro non vuole più parlare del passato e spiega a Trombetti il suo problema del presente. Deve occuparsi della piccola Angelica, una bambina di dieci anni, figlia della sorella maggiore dell'ispettore, che si è assentata per due o tre giorni e ha quindi chiesto a Coliandro di badare alla bambina. Angelica esce da scuola e sale in macchina con Trombetti alla guida e con Coliandro, ma non è molto contenta di dover stare con lo zio, sia perché ritiene la sua casa inadeguata ad ospitare una bambina della sua età (a causa dell'assenza dei videogiochi e della TV satellitare), e sia perché, pur avendo solo dieci anni, vorrebbe tranquillamente starsene a casa da sola, senza nessuno, per quei pochi giorni in cui la madre è fuori Bologna. Mentre la piccola discute animatamente con i due poliziotti, dimostrando una proprietà di linguaggio notevole per la sua età, il bambino cinese, non riuscendo a controllare il motorino che ha rubato, va a sbattere proprio contro la macchina dei tre. Trombetti frena di colpo, scende subito, e resta attonito per ciò vede: un bambino cinese in pigiama alla guida di un motorino di giorno in pieno centro. Il bimbo e Angelica si guardano a vicenda per un breve istante. Trombetti e Coliandro vorrebbero parlare con il bambino, soccorrerlo e capire che cosa gli sta succedendo, ma lui inizia a correre più veloce che può e i due poliziotti non possono inseguirlo, perché lascerebbero la macchina e il motorino in mezzo alla strada. Coliandro raccoglie il portachiavi che il bimbo aveva precedentemente preso in clinica e i documenti dello scooter caduto. Il mezzo è della Marine Express.
Rientrati in questura, Trombetti e Coliandro interagiscono con il commissario De Zan (alla sua prima apparizione), anche lui incredulo per ciò che è accaduto. De Zan chiede a Trombetti di occuparsi di un caso di rapina. Coliandro comunica a De Zan di avere chiesto e già ottenuto qualche giorno di ferie, e De Zan è ben contento di non averlo intorno, dimostrando quindi di non avere nessuna stima verso il suo sottoposto. Angelica si preoccupa della sorte di quel bambino sconosciuto, affermando di averne percepito la sofferenza dal suo sguardo. Coliandro le dice di non poter fare nulla, perché l'incidente è stato verbalizzato dai Carabinieri e quel bambino potrebbe essere un clandestino. Angelica lo ricatta: se non indaga su quel bambino, lei farà in modo di metterlo nei guai con sua madre, ovvero la sorella maggiore di Coliandro. Quest'ultimo cede al ricatto e inizia la sua indagine ufficiosa partendo dal portachiavi, che è un gadget commerciale del ristorante China Town. Va anche a parlare con il responsabile immigrazione della questura, l'ispettore Borromini (anch'egli alla sua prima apparizione) che gli dice che senza una foto del bambino e senza nessun dato di altro tipo, non può aiutarlo in nessun modo. Coliandro chiede a Borromini se è libero per quella sera, e la risposta è negativa perché Borromini deve occuparsi della sua famiglia. Allora Coliandro chiede a Gargiulo, che è single come lui, di uscire insieme a cena.
Quella sera, Coliandro e Gargiulo sono al ristorante China Town. Per le ordinazioni, arriva una giovane cameriera che Coliandro trova molto carina. Quando però l'ispettore cerca di farle qualche domanda su un bambino che aveva il portachiavi del ristorante, lei sembra non comprendere nulla. Coliandro insiste ma interviene Lee, la padrona del ristorante, che con un tono molto arcigno chiede ai due clienti se la cameriera si stesse comportando male. Coliandro le dice ovviamente che la cameriera non ha fatto nulla di male, e rivela di essere due poliziotti in cerca di informazioni. Lee chiede un documento, e Coliandro le mostra il tesserino di Gargiulo, coprendo la foto con il dito. Lee, rivolgendosi a Coliandro credendo che si chiami Gargiulo, afferma che quel portachiavi viene dato in omaggio a chiunque vada per una volta a pranzo o a cena nel suo ristorante, di non ospitare nessun bambino nel ristorante stesso e di non sapere nulla. Gargiulo e Coliandro continuano quindi a cenare, ma Lee sta tramando qualcosa. Una volta usciti, i due poliziotti si separano: Gargiulo va via con la propria auto che si trova appena fuori dal ristorante, e Coliandro prosegue a piedi fino ad arrivare ad un parcheggio sotterraneo, in cui si trova la sua auto. Non si è accorto che, durante il tragitto a piedi, due cinesi lo hanno pedinato e adesso lo aggrediscono prima che possa entrare in macchina. Lui cerca invano di chiedere spiegazioni, ma i due aggressori, un uomo e una donna, lo picchiano selvaggiamente. Arriva un'altra persona con il volto coperto da un passamontagna, che ingaggia una lotta furiosa contro i due malviventi, ma non riesce da sola ad avere la meglio su di loro. Quando però Coliandro riesce a prendere la pistola, i due scappano via, non accorgendosi che era mezzo stordito e non sarebbe comunque riuscito a sparare. Coliandro toglie il passamontagna alla persona che lo ha difeso, ma anziché ringraziare le punta la pistola contro. Poi si rende conto che la sua salvatrice è la stessa cameriera che sembrava non capire nulla. Lei, sentendosi minacciata, lo colpisce con un calcio in testa e si dilegua.
Il giorno seguente Lu Yang è adirato con la padrona del ristorante, Lee, che ha mandato di sua iniziativa la scagnozza e lo scagnozzo a seguire quel poliziotto che credono chiamarsi Gargiulo per farsi dire cosa sapeva, e i due balordi invece lo hanno soltanto riempito di botte. La mossa è stata controproducente perché il poliziotto non aveva nessuna prova per collegare il ristorante a quel bambino, e con quella aggressione lo hanno soltanto fatto insospettire ancora di più. Lu Yang afferma che per un errore così grave sarebbe giusto uccidere tutti e tre i subalterni, e afferra un'ascia con cui sembra voler uccidere Lee. Ma in realtà il boss ha ordinato alla scagnozza di uccidere lo scagnozzo, privandosi quindi di uno solo dei tre subalterni che hanno combinato quel guaio. Chiede a Lee il nome del poliziotto che sta indagando sulla sparizione del bambino (confermando quindi di sapere cosa sta succedendo), e quella sera stessa un finto tecnico del gas va a casa di Gargiulo e installa una microspia con cui possono ascoltare ciò che dice.
Coliandro viene avvicinato da Sui, la cameriera del ristorante che era intervenuta in sua difesa, che dimostra di parlare perfettamente in italiano. Le rivela la sua identità: è una poliziotta venuta dalla Cina in Italia. Non potendo riuscire ad incastrare Lu Yang in patria a causa delle potenti amicizie e connivenze su cui il boss può contare, ha deciso di provare a prenderlo quando ha saputo che andava in Italia per intraprendere un certo affare. È però arrivata senza nessun tipo di autorizzazione, svolgendo un'indagine tutta sua personale e facendosi assumere come cameriera nel ristorante frequentato da Lu Yang. Quest'ultimo, qualche mese prima, in Cina ha ucciso un poliziotto collega di Sui, che quindi ha una fortissima volontà di arrestarlo, ma ha anche la tentazione di farsi giustizia da sola, in maniera illegale. Avendo saputo che Coliandro sta indagando sul caso di questo bambino scomparso che sicuramente è collegato al ristorante, Sui propone a Coliandro di indagare insieme.
- Protagonista femminile: Jacelyn Parry Jean (Sui).
- Altri interpreti: Haruhiko Yamanouchi (Lu Yang), Jun Ichikawa (Lee), Tu Loss (Fang), Dalila Ansalone (Angelica), Matteo Tosi (Draghetti) e Valentino Macchi (dr. Guizzardi).

## In trappola
- Diretto da: Manetti Bros.
- Scritto da: Maurizio Matrone e Giampiero Rigosi.

### Trama

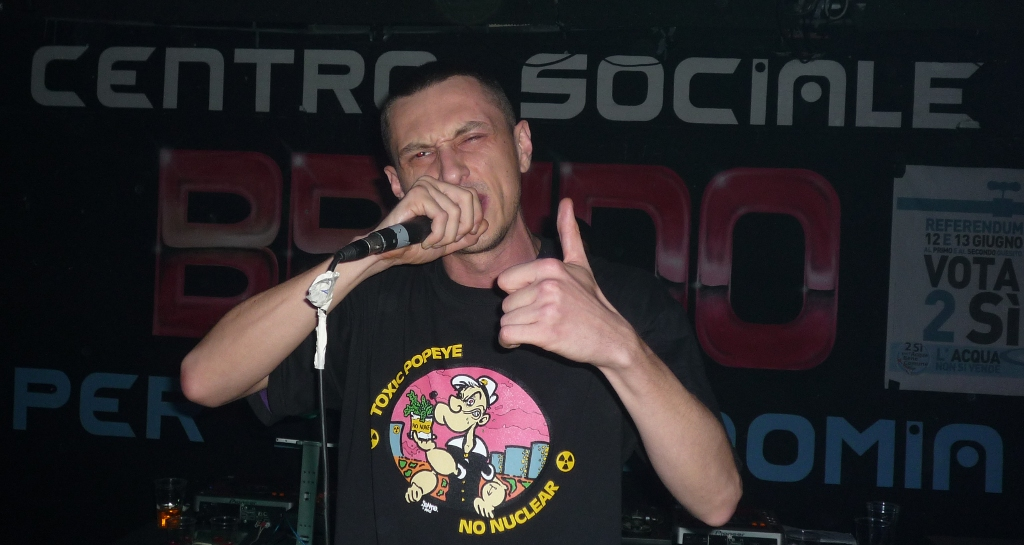
Il rapper e writer Inoki, guest star dell'episodio.

Trombetti riceve una telefonata misteriosa in cui qualcuno gli dà un appuntamento. Si reca in un locale malfamato e attende per parecchio tempo. Aldo Pira, un malavitoso, arriva in macchina insieme ad un altro uomo, che lui chiama "zio". Pira chiede allo "zio" di restare in auto, ed entra da solo nel locale in cui Trombetti lo sta aspettando. Poi si siede dietro di lui, inizia a parlargli a bassa voce ma gli intima di non voltarsi, perché non vuole che nessuno dei frequentatori del locale si accorga della loro conversazione. Purtroppo non si accorgono che c'è un tizio con uno strano marchingegno che sta immortalando il loro incontro. Nel frattempo, fuori dal locale, alcuni delinquenti armati arrivano con una loro automobile, scendono e vanno dritto all'automobile di Aldo Pira brandendo le loro armi. Evidentemente, hanno ricevuto l'incarico di uccidere lo "zio", che fortunatamente si era allontanato per urinare, vede da lontano i delinquenti e telefona immediatamente ad Aldo per avvisarlo dell'imboscata.
Il giorno dopo, Trombetti si trova in macchina con Coliandro, in un loro consueto giro di pattugliamento. Vengono contattati per telefono da Ventura e Mattei, due poliziotti in servizio nel loro stesso commissariato, che però appaiono solamente in questo episodio. Trombetti e Coliandro raggiungono Ventura e Mattei in un quartiere malfamato della periferia bolognese. Mattei spiega che nel sotterraneo di quel palazzo, precisamente nel garage numero 28, si trova Beppe Corelli, un criminale su cui pende un mandato di cattura. Trombetti, conoscendo bene quel quartiere e quel palazzo, vorrebbe evitare di compiere quell'operazione così rischiosa, vista la difficoltà nel muoversi in quel labirinto sotterraneo dove ci sono i vari garage, e vista la pericolosità del soggetto. Trombetti chiede di attendere almeno l'arrivo dei rinforzi, ma Mattei insiste sulla necessità di agire subito, perché Corelli non resterà a lungo in quel garage. Anche Coliandro e Ventura concordano con Mattei, e quindi Trombetti si adegua alla volontà dei tre colleghi. L'operazione si rivela ancora più complicata del previsto, perché ci sono degli operai che di sopra stanno lavorando con il martello pneumatico, causando un frastuono infernale che rende difficilissimo l'orientamento in quel labirinto. Per motivi non chiari, nel sotterraneo va anche via la luce. Quando la luce si riaccende, la scena è molto ambigua: trovano Trombetti con la pistola in mano, e un uomo disteso a terra senza vita. Ventura spiega subito che quell'uomo non è Corelli, ma è Aldo Pira, un altro malavitoso molto conosciuto. Tramite un flashback, si comprende che il morto era lo stesso uomo che aveva dato appuntamento a Trombetti il giorno prima, ma non gli aveva consentito di voltarsi verso di lui.
Mattei nota che Pira era completamente disarmato. Per evitare che Trombetti venga accusato di omicidio colposo, Ventura propone di mettere una pistola (da lui posseduta irregolarmente per evenienze come questa) nella mano del cadavere di Pira, per fare credere che Pira volesse uccidere Trombetti: ovviamente devono essere tutti d'accordo nel decidere di mentire ai pm e ai colleghi. Coliandro sembra voler dare ascolto a Ventura. Invece Mattei, conosciuto come un poliziotto particolarmente serioso e zelante nel rispettare alla lettera tutte le leggi e i regolamenti, esprime energicamente il suo dissenso. Allora anche Coliandro decide di accantonare la proposta di Ventura.
Poiché Pira era completamente disarmato e non risultano tracce di polvere da sparo sui suoi vestiti, Trombetti viene iscritto nel registro degli indagati. I giornali il giorno dopo iniziano a "sbattere il mostro in prima pagina", con titoli enfatici su un poliziotto che ha ucciso un uomo disarmato. Coliandro, quella sera, va a casa di Trombetti per esprimergli il suo sostegno morale. Trombetti è in pessime condizioni psicofisiche, ha bevuto parecchio e chiede a Coliandro di andare via per lasciarlo riposare. Coliandro sta per ripartire con la sua auto, ma si accorge che una ragazza incappucciata sta tentando di introdursi furtivamente nell'abitazione di Trombetti. Si precipita per fermarla e si accorge che ha in mano una pistola. Segue una colluttazione tra i due, in cui lei oltre che picchiarlo lo insulta pesantemente, ma alla fine viene disarmata e ammanettata. La ragazza rivela di essere Alessia Pira, sorella del malvivente ucciso. Era lì perché voleva vendicare il fratello. Coliandro sta per portarla in commissariato, ma quando lei accenna di sapere qualcosa sul passato di Trombetti, l'ispettore decide di sentirla in via ufficiosa, e la porta con sé in un locale notturno.
Alessia racconta che da ragazzi suo fratello e Trombetti erano molto amici, facevano parte della stessa banda di teppisti ed erano dediti ai furti d'auto e ai furti in appartamento. Coliandro è incredulo: Trombetti non sarebbe mai potuto entrare in polizia se ciò fosse stato vero, ma Alessia gli precisa che Trombetti non si era mai fatto scoprire. Poi, circa dieci anni prima, i due amici litigarono e presero strade diverse: Aldo Pira ha intrapreso la strada della delinquenza, diventando un malavitoso sempre più influente, e invece Trombetti si era convertito alla legalità e addirittura era riuscito a diventare un poliziotto.
Qualcuno spedisce ai Carabinieri una delle foto che quell'uomo misterioso aveva scattato a Pira e a Trombetti, e un maresciallo si reca immediatamente in procura per fare visionare alla Longhi questo elemento che aggrava la situazione di Trombetti. Senza rendersene conto, Coliandro danneggia anche lui il suo amico, perché accenna alla Longhi i suoi trascorsi da ladro e teppista insieme a Pira. La pm, però, non era al corrente di questo. Una volta appurato che Trombetti ha omesso di dire che la vittima era un suo ex amico, la Longhi si vede costretta a firmare il provvedimento di custodia cautelare in carcere nei confronti di Trombetti. Coliandro chiede a Ventura di portarlo a casa dell'informatore che gli aveva fatto la soffiata su Beppe Corelli. Ventura lo accontenta, seppur di malavoglia, e ribadisce che se avessero accolto la sua proposta iniziale, non si sarebbe creata tutta questa situazione. Quando Ventura e Coliandro entrano nell'abitazione dell'informatore, lo trovano morto con una siringa al braccio: un'overdose, "casualmente" proprio nel momento in cui servirebbe di fare chiarezza su chi gli aveva detto che nel garage 28 c'era Beppe Corelli.
Trombetti riconosce di aver sbagliato a non dire sùbito la verità sui suoi trascorsi insieme a Pira, ma ribadisce la sua totale estraneità all'omicidio. Pira gli aveva chiesto di incontrarsi in quel locale, anche se non si parlavano da dieci anni, perché voleva il suo aiuto: un poliziotto che teneva sul libro paga stava diventando troppo pericoloso. Coliandro, desideroso di tirare fuori dai guai il suo amico e collega, rintraccia Alessia, e le propone di indagare insieme. Gli stessi malviventi che ad inizio episodio volevano uccidere lo "zio" interagiscono con Alessia, in quanto sodali di Pira: è evidente quindi che sono dei doppiogiochisti, che hanno tradito Pira. Il più losco tra di loro conferma ad Alessia che il vero colpevole è Trombetti, era lui che stava sul libro paga di Pira e probabilmente lo ha ucciso per motivi di soldi. Coliandro si rifiuta di prendere in considerazione una simile ipotesi. Per sapere se era davvero Trombetti il poliziotto corrotto oppure se è un altro, Alessia vorrebbe rintracciare lo "zio", amico leale di tutta la famiglia Pira, che però si è reso irreperibile dopo l'incontro tra Pira e Trombetti. Per avere informazioni su di lui, Alessia porta Coliandro nella chiesa del suo quartiere. Lì incontrano don Gaetano, un prete che dimostra di non gradire i poliziotti (come del resto tutti gli abitanti di quel quartiere). Il prete comunica ad Alessia il luogo dove possono trovare lo "zio". Ma Alessia non sa che quei malviventi doppiogiochisti, che lei considera amici del defunto fratello, la stanno pedinando. Quando lei e Coliandro riescono finalmente ad incontrare lo "zio" e questi sta per rivelare il nome del poliziotto corrotto che stava scalando i vertici del clan di Pira, ecco che i malviventi gli sparano con un fucile di precisione, ferendolo mortalmente. Coliandro cerca di rispondere al fuoco, la loro potenza è nettamente superiore. Vanno via accontentandosi di avere ucciso solo lo "zio".
Tornando nel sotterraneo del palazzo, Alessia e Coliandro cercano di ricostruire la dinamica della morte di Pira, coadiuvati da Gargiulo. Dopo varie simulazioni e ipotesi, Alessia capisce che il colpevole può essere solo uno dei tre poliziotti che entrarono quel giorno nel palazzo insieme a Coliandro. Quest'ultimo, per esclusione, ritiene Ventura colpevole. Propone a Mattei di andarci a parlare insieme. Mattei accetta e si dimostra furbissimo: nel momento in cui trovano Ventura, fa in modo che Coliandro si allontani, per poter spingere il povero Ventura giù da una scalinata altissima, facendolo sembrare un suicidio. Nel frattempo, il malvivente doppiogiochista ha deciso, senza interpellare Mattei, di commissionare l'omicidio di Trombetti in carcere.
- Protagonista femminile: Cecilia Dazzi (Alessia Pira).
- Altri interpreti: Frank Crudele (Ventura), Danilo De Summa (Ragno), Andrea Dugoni (fotografo), Fabrizio Raggi (Aldo Pira), Fabio Galli (Mattei), Pippo Santonastaso (don Gaetano), Alessandro Zama (lo zio), Lorenzo Ansaloni (barman).
- Guest star: Inoki
- L'attore Pippo Santonastaso soltanto in questo episodio interpreta don Gaetano, un prete che prova avversione nei confronti dei poliziotti. Tornerà in alcuni episodi della decade successiva, ancora nel ruolo di un prete, prete che però è un amico di vecchia data del commissario De Zan.

## Magia nera
- Diretto da: Manetti Bros.
- Scritto da: Giampiero Rigosi e Stefano Bises.

### Trama

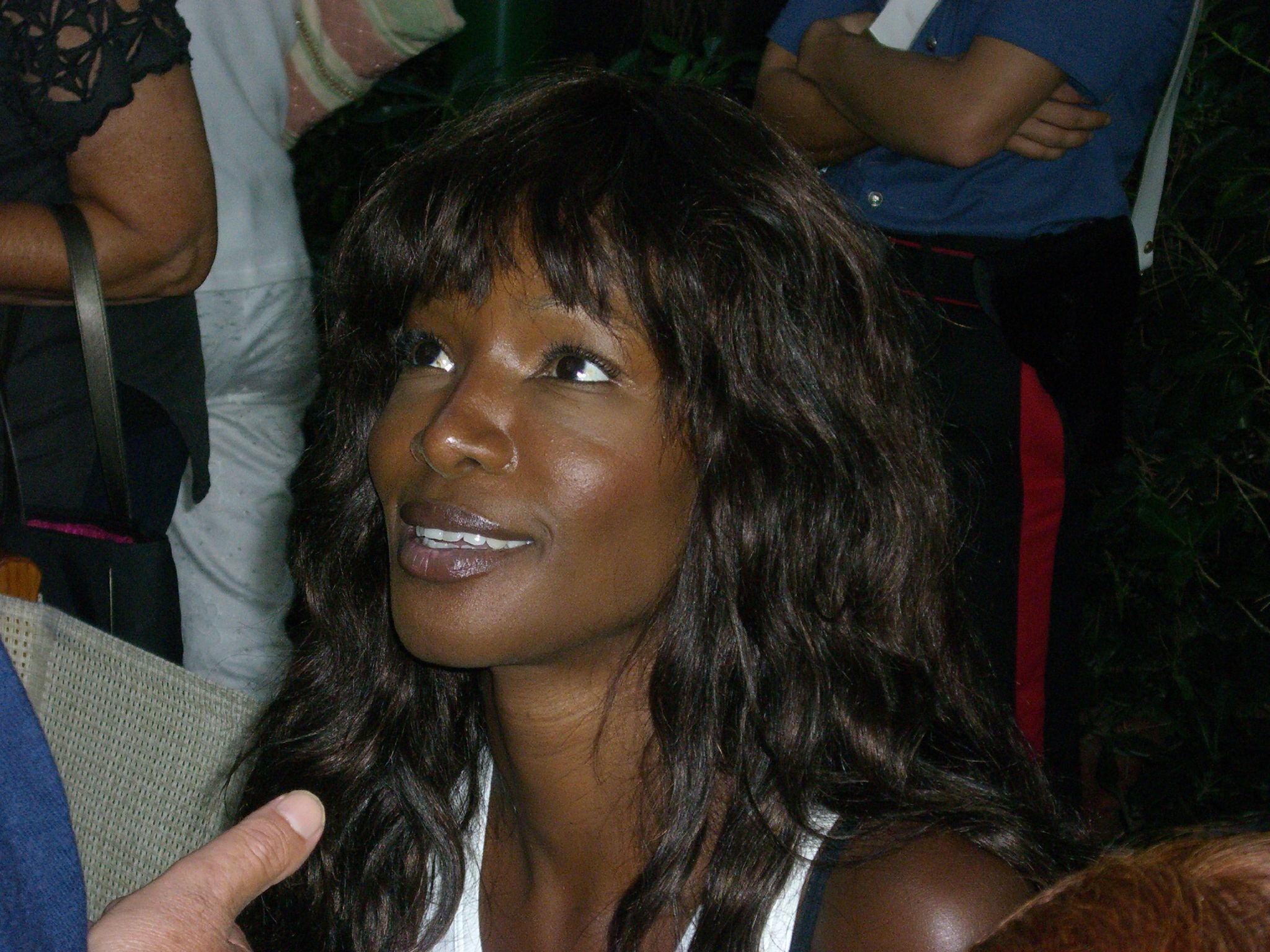
Youma Diakite (N'kiru)

Una sera, una giovane ragazza di pelle scura sta camminando insieme ad un uomo italiano di pelle chiara, anagraficamente più grande di lei. I due stanno parlando di una vacanza che dovrebbero fare insieme, e si dichiarano reciprocamente innamorati l'una dell'altro. Lui la sta conducendo in un parchetto di periferia, affermando di averle preparato una sorpresa. Le copre gli occhi per qualche minuto con una benda, mettendosi dietro di lei. Quando lei si toglie la benda, non fa in tempo ad esprimere lo sgomento per ciò che vede: lui infatti la colpisce da dietro con una grossa arma da taglio, uccidendola nel giro di pochi istanti. Il mattino seguente, l'autore di questo omicidio entra illecitamente in un'abitazione, e sottrae una statuetta a forma di elefante. Nel frattempo, un uomo con la pelle scura sta facendo footing in solitaria. Gli si accosta vicino un'automobile con dentro due tizi con la pelle chiara, uno pelato (Albertazzi) e uno con i capelli (Ragusa), entrambi vestiti elegantemente. Uno dei due, quello che non stava guidando, il pelato, si rivolge all'uomo con la pelle scura chiedendogli informazioni su un ristorante. Appena l'atleta si ferma, l'uomo bianco gli spara dritto nella pianta del piede, poi scende rapidamente dall'auto, lo costringe a salire a bordo e vi rientra anche lui. Gli dice che devono portarlo a casa sua per fargli qualche domanda. Poco dopo, la scena è raccapricciante. Il pelato interroga il nero che hanno rapito, e nel mentre l'altro rapitore lo tortura schiacciandogli energicamente il piede ferito. Disperato e in sofferenza per il dolore lancinante che gli viene provocato, l'uomo con la pelle scura afferma di non sapere nulla di ciò di cui i due criminali lo stanno accusando. Sempre continuando a torturarlo, gli viene chiesto se allora il fatto è tutta opera di una determinata ragazza nera. Il torturato risponde di sì, e allora il criminale insiste nel voler ottenere da lui informazioni su dove si trova un qualcosa che tale ragazza avrebbe sottratto al "dottor Salis". Iniziano a torturarlo anche con la corrente elettrica.
Coliandro si sta preparando per andare a lavorare, e in sottofondo sta ascoltando un vinile di Fausto Papetti. La musica gli impedisce di accorgersi che Trombetti sta tentando da qualche minuto di contattarlo telefonicamente. Trombetti allora si presenta direttamente davanti alla porta di casa sua, e gli dice di sbrigarsi perché è stato rinvenuto il cadavere di una ragazza in un parco e deve andare con lui sul luogo del delitto. Quando viene esplicitato il colore della pelle della vittima, Coliandro dà già per scontato che si tratti di una prostituta. La scena del crimine riporta tutte le caratteristiche di un rito vudù finito male. Coliandro continua ad esternare i suoi pregiudizi razziali anche davanti al sostituto procuratore Longhi. Nel frattempo, l'uomo bianco esecutore del femminicidio iniziale, il cui nome è Sandro, si avvicina ad un'altra ragazza con la pelle scura, consegnandole la piccola statuetta trafugata precedentemente. La ragazza, però, la butta nella spazzatura, dicendogli che ha sbagliato. Doveva prendere la statuetta a forma di ippopotamo, non di elefante. L'assassino cerca di giustificarsi e ha un atteggiamento sottomesso nei confronti di questa donna, che però è inflessibile: gli ordina di tornare in quella casa per prendere la statuetta giusta. Intanto, i criminali Albertazzi e Ragusa, dopo aver finito di torturare il malcapitato uomo di colore con la corrente elettrica, telefonano al loro mandante, rivolgendosi a lui con l'appellativo sua eccellenza, anche se non è un ecclesiastico. Gli comunicano di non aver potuto ottenere nessuna informazione utile, e quindi il capo ordina loro di uccidere il nero. Quest'ultimo implora pietà affermando di non avere nessuna colpa, ma Albertazzi gli rammenta che era stato proprio lui a condurre la ragazza nella casa di sua eccellenza, e quindi è da considerarsi comunque corresponsabile del maltolto, anche se la ragazza ha fatto tutto di testa sua.
A quanto sembra, la ragazza uccisa viveva in un appartamento insieme ad altre due ragazze. È proprio Michelle, una di queste due coinquiline, che effettua il riconoscimento del volto della vittima, che viene così ufficialmente identificata come Joy Okoro. Una giovane giornalista, con un atteggiamento civettuolo, cerca di ottenere da Coliandro notizie di prima mano sul caso. Coliandro ribadisce nuovamente, mentre la giornalista ha accesso il suo audio-registratore, che se viene ritrovato il cadavere di una ragazza nera in un parco, significa automaticamente che si tratta di una prostituta. In seguito, Coliandro va a parlare con Borromini, il responsabile immigrazione, per chiedergli informazioni sulle prostitute provenienti dall'Africa. Borromini ricorda che, parecchio tempo addietro, Joy Okoro stava davvero in strada a prostituirsi, ma da un po' di tempo non la si vedeva più sulla strada. Borromini gli spiega anche che le prostitute africane a Bologna sono gestite da Bayron, che ufficialmente è solo un piccolo commerciante, proprietario di un negozietto di souvenir e oggetti etnici. Finora non è mai stato possibile incriminarlo come magnaccia perché non ci sono né prove né testimonianze che lo inchiodino. Trombetti e Coliandro vanno nel negozio a interrogare Bayron, che afferma di non sapere nulla sulla ragazza uccisa e di essere un normale e onesto straniero con un regolare permesso di soggiorno.
Viene pubblicato l'articolo in cui si narra del pregiudizio razziale di Coliandro, con tanto di foto dell'ispettore. A causa di questa brutta figura, Coliandro viene distolto dalle azioni operative e viene incaricato di accogliere e assistere N'kiru, la sorella della vittima che sta arrivando in aereo dall'Africa per riportare con sé le spoglie della ragazza. Quando N'kiru arriva in aeroporto, si rifiuta di parlare con Coliandro, perché ha visto l'articolo con la sua foto. Un altro uomo dalla pelle scura, di circa cinquant'anni, è andato al commissariato per chiedere di poter fare una denuncia di scomparsa, e Coliandro gli indica quale è il giusto ufficio a cui rivolgersi. La Longhi fa le sue condoglianze a N'kiru e le chiede se sapesse cosa facesse e chi frequentasse sua sorella negli ultimi tempi in cui non la si trovava più sulla strada, ma N'kiru le dice di non poterle essere utile, perché i contatti tra lei e la sorella si erano quasi del tutto interrotti. N'kiru chiede a Coliandro di accompagnarlo a casa della sorella. Quasi contemporaneamente, sotto casa arriva anche Sandro, che si accorge di Coliandro e N'kiru e quindi va via senza eseguire gli ordini della ragazza nera.
Albertazzi e Ragusa sono andati anche loro nel negozio di Bayron, facendogli chiaramente capire di non avere nessuna voglia di scherzare. Bayron, per tutta risposta, fa arrivare davanti a loro due suoi scagnozzi molto palestrati e provvisti di armi fa fuoco. Albertazzi parla con Bayron e gli chiede di aiutarlo. Il malvivente nero finge di stare ai patti con il malvivente bianco, ma poi rivela ai suoi subalterni di voler agire solamente per il proprio tornaconto. Albertazzi e Ragusa vanno a casa di sua eccellenza dicendogli che per il momento non hanno potuto risolvere il problema. Lui li tratta duramente e li esorta a continuare. Quando lo hanno lasciato, entrambi dimostrano di nutrire un profondo disprezzo nei suoi confronti.
Analizzando i tabulati telefonici della povera Joy Okoro, Trombetti e Coliandro notano un numero che ricorre molto spesso. È il numero di un diplomatico nigeriano. Coliandro si reca nel condominio dove abita, ma il portiere gli dice che da qualche giorno il diplomatico non si fa vedere, e dal suo appartamento arriva un fetore tremendo. Coliandro vuole capire cosa è questo fetore, e chiede al portiere di aprirgli. La scoperta è sconvolgente: il diplomatico nigeriano che contattava molto spesso la vittima è proprio il nero che era stato rapito, torturato e ucciso da Albertazzi e Ragusa. Quest'ultimo, di notte, va dalla prostituta Michelle (che era la coinquilina che ha effettuato il riconoscimento del cadavere di Joy Okoro) e le chiede di salire in macchina per consumare un rapporto sessuale a pagamento. Purtroppo, Michelle non sa che Ragusa non è un normale cliente. Il criminale vuole anche informazioni su ciò che Okoro ha rubato, e uccide senza pietà la povera ragazza.
Dopo che viene trovato questo secondo cadavere, Coliandro si rivolge con durezza alla pm Longhi e al commissario De Zan, ritenendoli colpevoli di non avergli dato retta fin dall'inizio. Dialogando tra loro, Albertazzi e Ragusa rivelano finalmente il fatto che ha dato origine a questa terribile scia di sangue. La ragazza nigeriana, che era andata a fare sesso a pagamento con sua eccellenza grazie all'intermediazione del diplomatico nigeriano (che quindi l'aveva tolta dalla strada solo per mandarla a prostituirsi in case di persone più facoltose), ha rubato dei documenti importantissimi, che sua eccellenza custodiva in casa, senza preoccuparsi del fatto che prima o poi una prostituta potesse sottrarli.
- Protagonista femminile: Youma Diakite (N'kiru Okoro).
- Altri interpreti: Juliet Esey Joseph, Olu Domingo, Bruno Crucitti (Ragusa), Corrado Scalia (Albertazzi), Piero Maggiò (Sandro), Giorgio Trestini, Michelle Leroy, Giorgia Sinicorni.